# Hubera loriformis
Hubera loriformis är en kirimojaväxtart som först beskrevs av John Wynn Gillespie, och fick sitt nu gällande namn av Chaowasku. Hubera loriformis ingår i släktet Hubera och familjen kirimojaväxter. Inga underarter finns listade i Catalogue of Life.